# Alfred Flatow

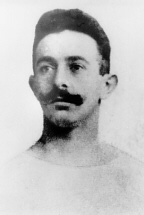
Alfred Flatow

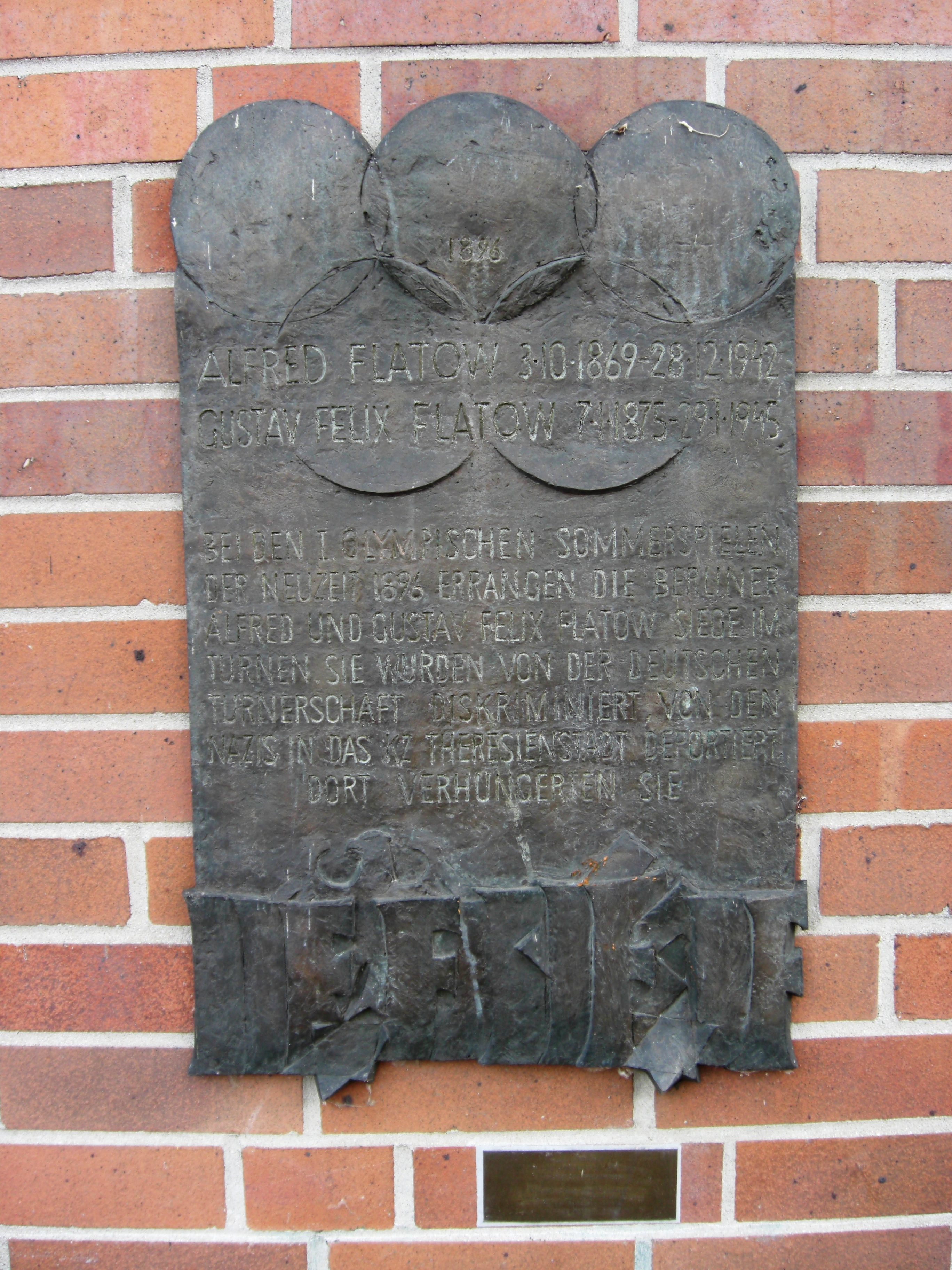
Gedenktafel für Alfred Flatow in Berlin, Schlesisches Tor

Alfred Flatow (* 3. Oktober 1869 in Danzig; † 28. Dezember 1942 im KZ Theresienstadt) war ein deutscher Geräteturner und Olympiasieger.

## Leben
Bei den I. Olympischen Sommerspielen 1896 in Athen war er einer von zehn Turnern aus Deutschland. Er gewann den Einzelwettbewerb am Barren und wurde Zweiter am Reck. Ebenfalls siegreich war er mit der deutschen Mannschaft am Barren und am Reck (unter anderem mit seinem sechs Jahre jüngeren Cousin Gustav Felix Flatow). Außerdem nahm er an den Wettkämpfen im Pferdsprung, am Seitpferd und an den Ringen teil. Wie die meisten anderen deutschen Olympiastarter im Geräteturnen wurde er nach seiner Rückkehr aus der Deutschen Turnerschaft ausgeschlossen, die damals den Wettkampfgedanken als „undeutsch“ ablehnte.
1903 war Flatow ein Mitbegründer der Jüdischen Turnerschaft, dem ersten jüdischen Sportverband in Europa. Aufgrund der nationalsozialistischen Verfolgung floh er 1938 in die Niederlande. Nach der deutschen Besetzung wurde er jedoch verhaftet und 1942 in das KZ Theresienstadt deportiert, wo er ums Leben kam.
Im Jahr 1997 ehrte die Stadt Berlin die jüdischen Turner Alfred Flatow und Gustav Flatow, indem sie die Reichssportfeldstraße in der Nähe des Olympiastadions in Flatowallee umbenannte. Diese Umbenennung erinnert an ihr sportliches Erbe und ihr tragisches Schicksal während des Holocaust. Auf der Lohmühleninsel am Landwehrkanal im Berliner Ortsteil Kreuzberg erinnert die Flatow-Sporthalle sowohl mit ihrem Namen als auch mit einer Gedenktafel an die beiden Flatows. Die Benennung der Sporthalle sowie die Gedenktafel dienen der Erinnerung an ihr sportliches Erbe und ihr tragisches Schicksal. Die Deutsche Post AG gab zum 100-jährigen Jubiläum der Olympischen Spiele eine Serie mit vier Briefmarken heraus; eine davon zeigt Alfred und Gustav Flatow. Alfred Flatow wurde im Jahr 1981 in die International Jewish Sports Hall of Fame aufgenommen.
Am 13. September 2012 wurden vor seinem ehemaligen Wohnhaus in Berlin-Schöneberg, Landshuter Straße 33, für ihn und seine Familie Stolpersteine verlegt.
Zum Gedenken an Alfred und Gustav Felix Flatow stiftet der Deutsche Turner-Bund auf Beschluss des Präsidiums vom 7. März 1986 als regelmäßig zu vergebener Ehrenpreis die Flatow-Medaille. Sie wird bei Deutschen Turnfesten an durch Leistung und Beispiel herausragende Turnfestsieger verliehen. Mit dieser Flatow-Medaille soll eine posthume Ehrung für die Turner Alfred und Gustav Felix Flatow erfolgen, die als Juden im Vollzug des „Arierparagraphen“ 1933 gezwungen wurden, ihre Mitgliedschaft in ihren Vereinen aufzugeben und die im Konzentrationslager Theresienstadt eines gewaltsamen Todes starben. Der Ehrenpreis soll die Erinnerung an Alfred und Gustav Felix Flatow
wachhalten und immer neu beleben. Die Medaille wurde erstmals beim Deutschen Turnfest Berlin 1987 vergeben.